# ویلما هوگونائی
ویلما هوگونائی (مجاری: Hugonnai Vilma؛۳۰ سپتامبر ۱۸۴۷ در نادی‌تتنی (امروز بخشی از بوداپست) - ۲۵ مارس ۱۹۲۲ در بوداپست) نخستین پزشک زن اهل مجارستان بود.

## زندگی

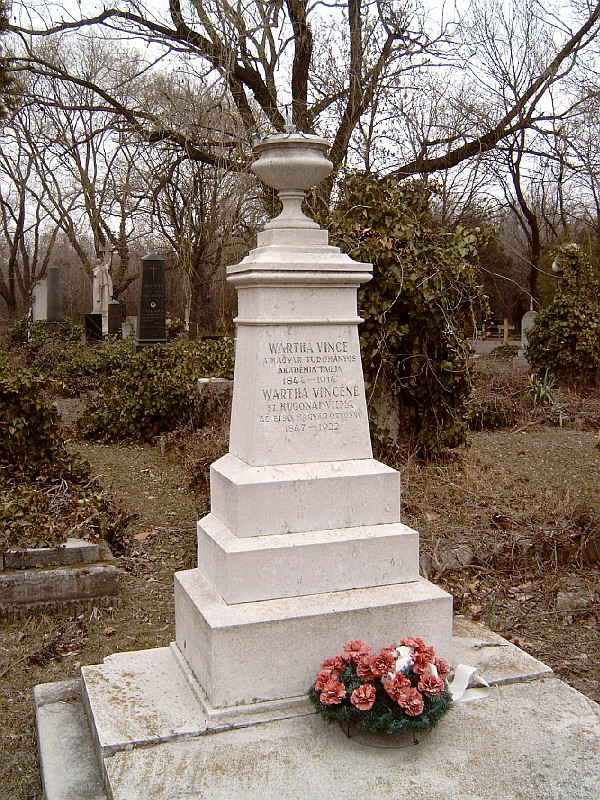
آرامگاه ویلما هوگونائی و همسرش وینتسه وارتا در بوداپست

ویلما هوگونائی پنجمین فرزند گراف کالمان هوگونائی و ریزا پانتسِلی بود. وی دانش مقدماتی را در خانه آموخت و سپس به عنوان دانشجو در مؤسسه دخترانه‌ای در پشت پذیرفته شد. که در آن زمان بیشترین مرحلهٔ تحصیل بود.
او سپس دریافت که در دانشگاه زوریخ امکان تحصیلات بیشتر وجود دارد. جورج سیلاشی، همسر اولش، به او اجازه تحصیل داد اما از نظر مالی به او کمکی نکرد. هوگونائی سرانجام به منظور تحصیل در رشته پزشکی در سال ۱۸۷۲ به زوریخ رفت و در سال ۱۸۷۹ از این رشته فارغ‌التحصیل شد. پس از بازگشت به مجارستان در ۱۸۸۰ تا ۱۸۹۷ به عنوان ماما کار می‌کرد تا اینکه رسماً مدرک تحصیلی وی پذیرفته شد و او توانست به‌عنوان پزشک کار کند. نخستین زنی که توانست در مجارستان مدرک پزشکی بگیرد شارولتا اشتِینبرگر در سال ۱۹۰۰ بود. هیچ‌یک از آن‌ها تا سال ۱۹۱۳ مجاز به کار بدون نظارت پزشک مرد نبودند.

## ازدواج و فرزندان
او در سن ۱۸ سالگی برای نخستین بار با زمین‌داری به نام جورج پیلیسی سیلاشی (۱۸۹۹–۱۸۳۱) ازدواج کرد. آن‌ها در سال ۱۸۸۶ از یکدیگر جدا شدند و حاصل این ازدواج دو فرزند به نام جورج (۱۹۳۹–۱۸۶۶) و کالمان (۱۸۶۸–۱۸۶۸) بود. او دوباره در سال ۱۸۸۷ با شیمی‌دان و استاد دانشگاهی به نام وینتسه وارتا (۱۹۱۴–۱۸۴۴) ازدواج کرد که ویلما وارتا (۱۹۰۸–۱۸۸۸) حاصل این ازدواج بود.

## افتخارات
سیارک ۲۸۷۶۹۳ هوگونائی ویلما، که توسط دو ستاره‌شناس مجاری به نام کریستیان شارنتسکی و بریگیتا شیپوتس در ایستگاه پیسکش‌تتو در سال ۲۰۰۳ کشف شد، به یاد او نامیده شده‌است. استناد رسمی به نامگذاری توسط مرکز بررسی ریزسیاره‌ها در تاریخ ۲۹ اوت ۲۰۱۵ منتشر شد.
شخصیت اصلی و داستان یک مجموعه تلویزیونی مجاری به نام سرزمین شجاعت که در سال ۲۰۲۰ پخش شد، نیز بسیار شبیه به ویلما هوگونائی و زندگی او بود. تئاتری نیز به نام تورای ایدا که در سال ۲۰۱۴ به روی صحنه رفته بود نیز روایتگر زندگی او بود.